# Lawrencega procera
Lawrencega procera är en spindeldjursart som beskrevs av Robert A.Wharton 1981. Lawrencega procera ingår i släktet Lawrencega och familjen Melanoblossiidae. Inga underarter finns listade i Catalogue of Life.